# Violeta de Outono
Violeta de Outono é uma banda brasileira de rock formada em São Paulo.
Bastante influenciada pelos Beatles, Rolling Stones, Pink Floyd, Led Zeppelin e Gong, eram originalmente uma banda de pós-punk com alguns elementos psicodélicos embutidos, mas gradualmente acabariam por abandonar suas influências pós-punk e acrescentar elementos mais progressivos à sua sonoridade com o passar do tempo.
A banda passou por inúmeras mudanças em sua formação desde sua fundação; o único membro fundador remanescente é o vocalista/guitarrista Fabio Golfetti.

## História
Fabio Golfetti fundou o Violeta de Outono em 1985 junto a Cláudio Souza; ambos haviam recentemente saído da pioneira banda New Romantic Zero. Angelo Pastorello mais tarde se juntaria a eles, e com esta formação lançaram uma fita demo, Memories, no mesmo ano. A fita chamou a atenção da gravadora independente Wop-Bop Records, que lançou seu primeiro EP, Reflexos da Noite, em 1986.
Em 1987, o primeiro álbum epônimo do Violeta de Outono saiu pela RCA Records. Foi muito bem-recebido; elogios em particular foram ao seu cover da canção dos Beatles "Tomorrow Never Knows".
Em 1988 lançaram um EP de quatro faixas intitulado The Early Years, contendo covers de "Citadel", dos Rolling Stones, "Interstellar Overdrive", do Pink Floyd, "Within You Without You", dos Beatles, e "Blues for Findlay", do Gong. Tais gravações originalmente haviam sido feitas entre 1984 e 1986.
No ano seguinte, seu segundo álbum de estúdio, Em Toda Parte, foi lançado pela Ariola Records. Começando com este álbum, o Violeta de Outono abandonou sua sonoridade pós-punk anterior e rumou a uma direção mais experimental, influenciada pelo rock progressivo.
Em 1990, Cláudio Souza deixou a banda, e foi substituído por Cláudio Fontes (Souza voltaria à banda em 1993 porém). De 1993 a 1995 o Violeta de Outono entrou num curto período de hiato; voltaram à ativa com um álbum ao vivo, Eclipse, e com seu terceiro álbum de estúdio, Mulher na Montanha, que começou a ser gravado em 1995 mas não seria concluído até 1999.
Em 2000, lançariam seu segundo álbum ao vivo, Live at Rio ArtRock Festival '97, uma gravação de sua performance no Rio ArtRock Festival no Rio de Janeiro em 1997.
Durante o hiato do Violeta de Outono, Golfetti lançou três álbuns com o Invisible Opera Company of Tibet (Tropical Version Brazil), um projeto paralelo ao Violeta de Outono que formara em 1988; porém, o projeto não foi tão bem-sucedido e memorável quanto o próprio Violeta de Outono e chegou ao fim em 1995, ressuscitando em 2010.
Também em 2000, o Violeta de Outono mudou sua formação quase completamente, com Gregor Izidro substituindo Cláudio Souza e Sandro Garcia substituindo Pastorello. Porém, Pastorello retornaria para a gravação do quarto álbum de estúdio da banda em 2003, Ilhas, que foi lançado em 2005. Após o lançamento do álbum, Cláudio Souza retornou à banda.
Violeta de Outono & Orquestra, seu primeiro vídeo, saiu em 2006, gravado durante uma performance em São Paulo dois anos antes, com a participação especial da Orquestra Sinfônica da USP. No mesmo ano, Pastorello deixou a banda e foi substituído por Gabriel Costa, enquanto Fernando Cardoso assumiu a posição de tecladista. Com esta formação lançaram seu quinto álbum de estúdio (e sétima gravação de estúdio como um todo), Volume 7, em 2007.
Em 2009, Cláudio Souza deixou o Violeta de Outono pela terceira vez, mas antes gravaram outro vídeo, Seventh Brings Return, no qual fizeram covers ao vivo de Pink Floyd e Syd Barrett, e também tocaram seu primeiro álbum na íntegra em um show ocorrido no Teatro Municipal de São Paulo, posteriormente também lançado em DVD. Fred Barley entrou no lugar de Souza — porém, Barley deixou a banda em 2011 para juntar-se ao Terço, e foi substituído pelo ex-A Chave do Sol José Luiz Dinola; desde então, a formação do Violeta de Outono permanece não mudada.
O sexto álbum da banda, Espectro, foi lançado em 2012.
Em 19 de setembro de 2016 a banda anunciou que começou a trabalhar em seu sétimo álbum de estúdio, Spaces, eventualmente lançado a 14 de outubro de 2016. No mesmo ano, a revista Rolling Stone Brasil o elegeu o 25º melhor álbum brasileiro de 2016.
A partir de maio de 2017, o trio original com Golfetti, Pastorello e Souza voltou a se reunir para shows, celebrando o relançamento de seu primeiro álbum.
Em outubro de 2022, lançaram o novo álbum intitulado Outro Lado.

## Integrantes

### Formação atual
- Fabio Golfetti — vocais, guitarra (1985–)
- Cláudio Souza — bateria (1985–1990, 1993–2000, 2003–2009, 2017–)
- Angelo Pastorello — baixo (1985–2000, 2003–2006, 2017–)

### Ex-integrantes
- Cláudio Fontes — bateria (1990–1993)
- Gregor Izidro — bateria (2000–2003)
- Sandro Garcia — baixo (2000–2003)
- Fred Barley — bateria (2009–2011)
- Gabriel Costa — baixo (2006–2017)
- José Luiz Dinola — bateria (2011–2017)
- Fernando Cardoso — teclado (2006–2017)

### Músicos de sessão
- Fábio Ribeiro — teclado (1997–2005)

## Discografia

### Álbuns de estúdio
- 1987: Violeta de Outono
- 1989: Em Toda Parte
- 1999: Mulher na Montanha
- 2005: Ilhas
- 2007: Volume 7
- 2012: Espectro
- 2016: Spaces
- 2022: Outro Lado

### Extended plays
- 1986: Reflexos da Noite
- 1988: The Early Years

### Álbuns ao vivo
- 1995: Eclipse
- 2000: Live at Rio ArtRock Festival '97

### Vídeos
- 2006: Violeta de Outono & Orquestra
- 2009: Seventh Brings Return: A Tribute to Syd Barrett
- 2011: Ao Vivo no Theatro Municipal
- 2015: Live at Rio Artrock Festival '97

### Demos
- 1985: Memories